# Concierto de Aranjuez

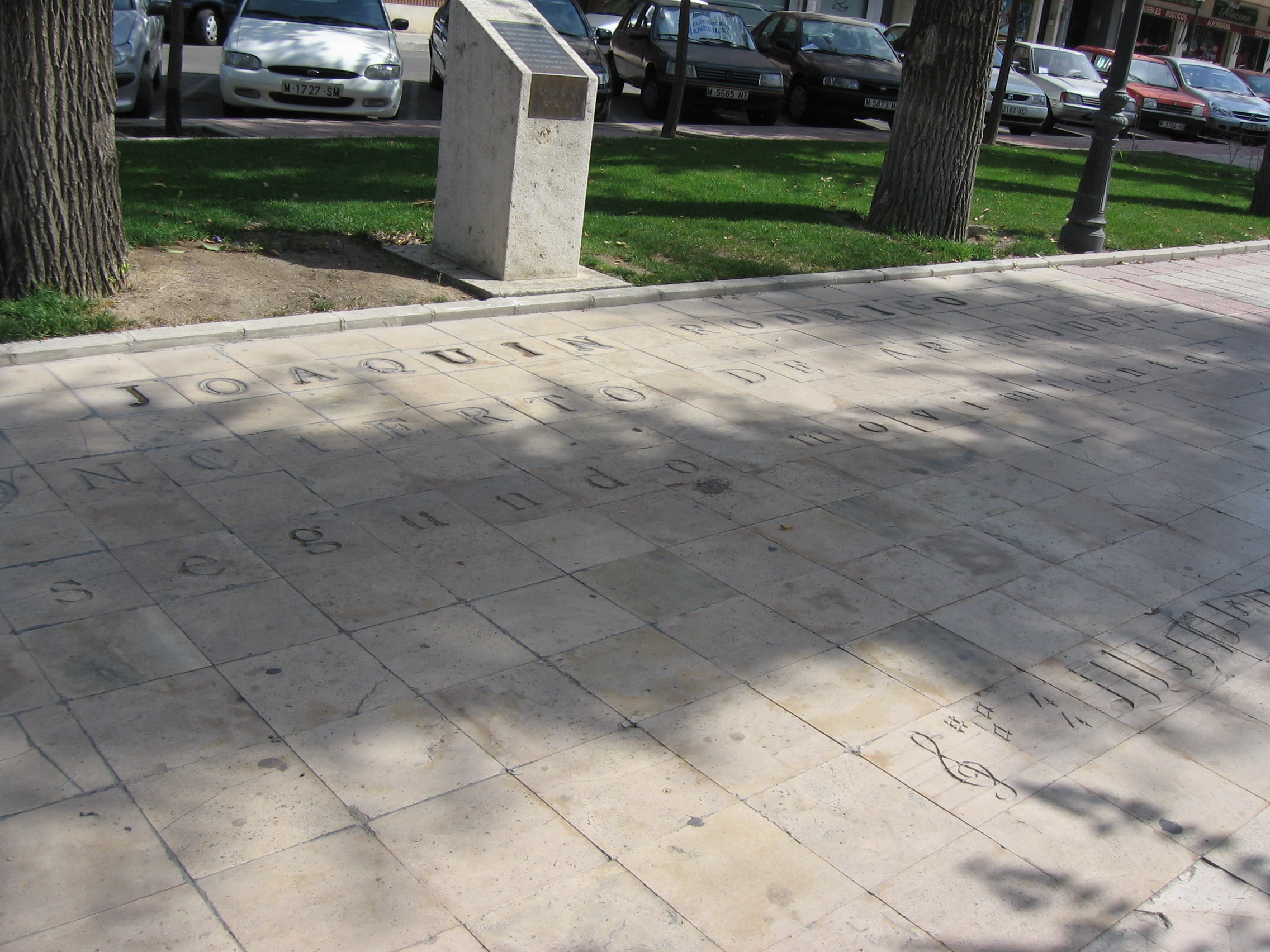
Monumento dedicado al Concierto de Aranjuez de Joaquín Rodrigo en la ciudad de Aranjuez

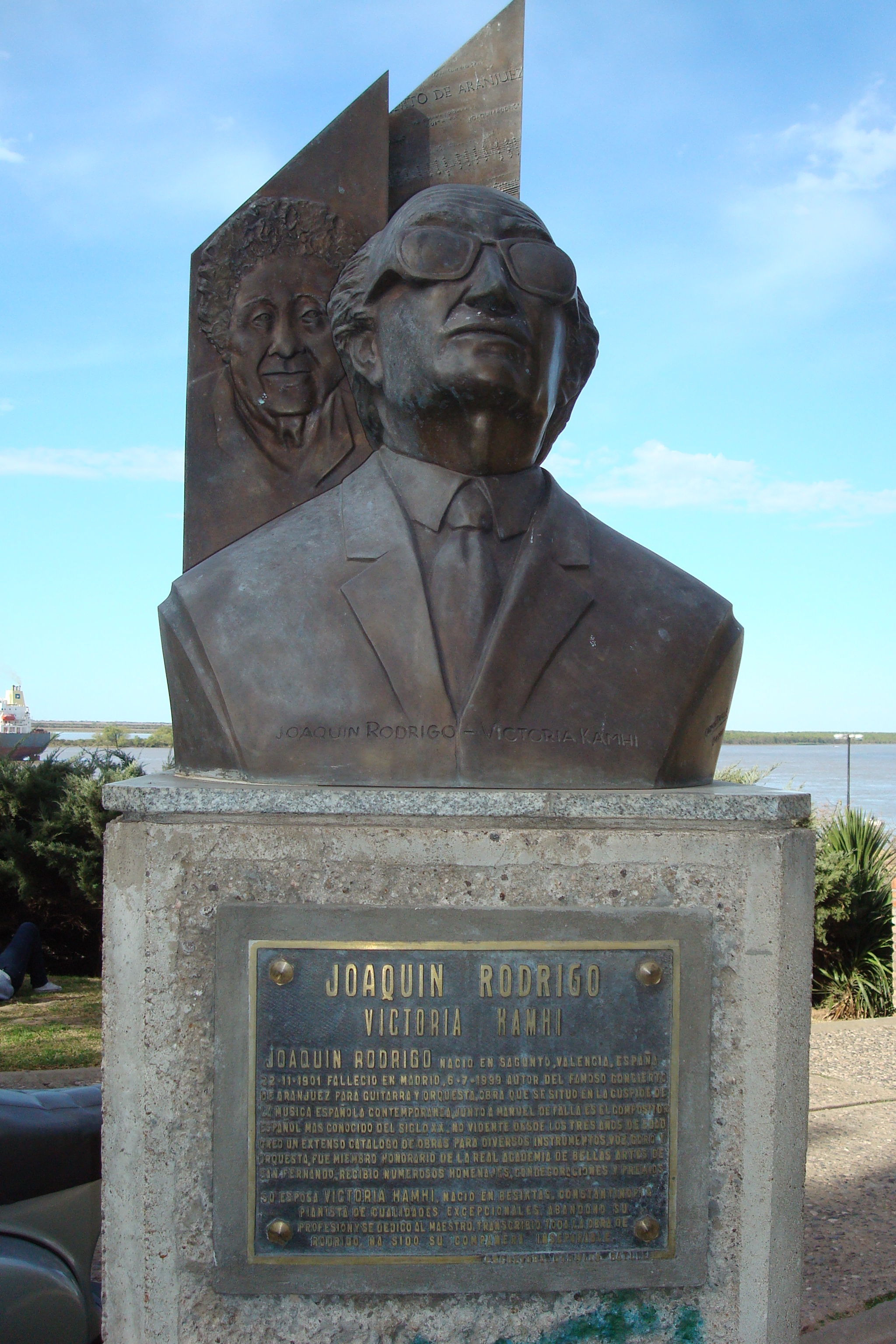
Busto de Joaquín Rodrigo, situado en el parque España de la ciudad de Rosario (Argentina).

El Concierto de Aranjuez es una composición musical para guitarra y orquesta (cfr. concierto para guitarra y orquesta) del compositor español Joaquín Rodrigo. Escrito en 1939, es la obra más conocida de Joaquín Rodrigo, y su éxito establece la reputación de dicho compositor como uno de los principales de la posguerra española. Su Adagio es singularmente popular, y ha sido cantado por múltiples figuras de la ópera y de la canción melódica.

## Historia
Fue escrito a principios de 1939 en París, lejos del ambiente tenso de España por las últimas etapas de la Guerra Civil y cerca de la agitación europea antes de la Segunda Guerra Mundial.
Se trata de la primera obra escrita por Rodrigo para guitarra y orquesta. La orquestación es única: rara vez el sonido de la guitarra se confronta con toda una orquesta. Sin embargo, la guitarra nunca queda diluida en este concierto, sino que el solo del instrumento destaca en todo momento. 
El estreno mundial se produjo el 9 de noviembre de 1940, en el Palacio de la Música Catalana de Barcelona, con un programa que constaba de obras de Dvořák, del propio Rodrigo, de J. S. Bach, de Sor, de Tárrega y de A. Casella. El guitarrista era Regino Sáinz de la Maza, acompañado por la Orquesta Filarmónica de Barcelona dirigida por César Mendoza Lasalle. Es el primer concierto para guitarra y orquesta de la historia de la música española del siglo XX.
El estreno en Madrid fue el 11 de diciembre de 1940 en el Teatro Español, con dirección de Jesús Arámbarri, y con la guitarra del mismo Sainz de la Maza. La Literaria Sociedad General de Autores de España publicó la partitura en 1949.

## Contexto político
Una obra estrenada en España en 1940, sobre un tema español, tuvo que celebrar (o fingir celebrar o permitir la interpretación de que celebraba) la situación política vigente (la dictadura del general Francisco Franco). La celebración de un palacio y jardines de un rey habsburgo, del siglo XVI no corría el riesgo de afrentar al régimen, al fondo monárquico, y armonizó con la política, entonces todavía formándose, de celebrar el pasado español, sobre todo el anterior a la Institución Libre de Enseñanza.[cita requerida]

## Movimientos
El concierto está dividido en tres movimientos: Allegro con spirito, Adagio y Allegro gentile.
El segundo movimiento, el más conocido de los tres, es conocido por su tiempo lento y su melodía intimista, introducidos por el corno inglés, con un acompañamiento suave de la guitarra, y con progresiones. Una sensación de tristeza impregna esa parte del concierto. La ornamentación se añade poco a poco a la misma melodía del principio. Un trino de la guitarra constituye la primera manifestación de la tensión que hay en ese movimiento, que crece y se arraiga, pero se relaja periódicamente mediante el regreso a la melodía principal. Tras volver a ella, molto appassionato, con progresiones y con acompañamiento de la sección de la madera, llega el final, que es una resolución en un arpegio tranquilo de la guitarra, aunque son más bien las progresiones las que llevan a cabo esa resolución.
En el tercer movimiento, se alternan los compases de 2/4 y 3/4.

## Inspiración

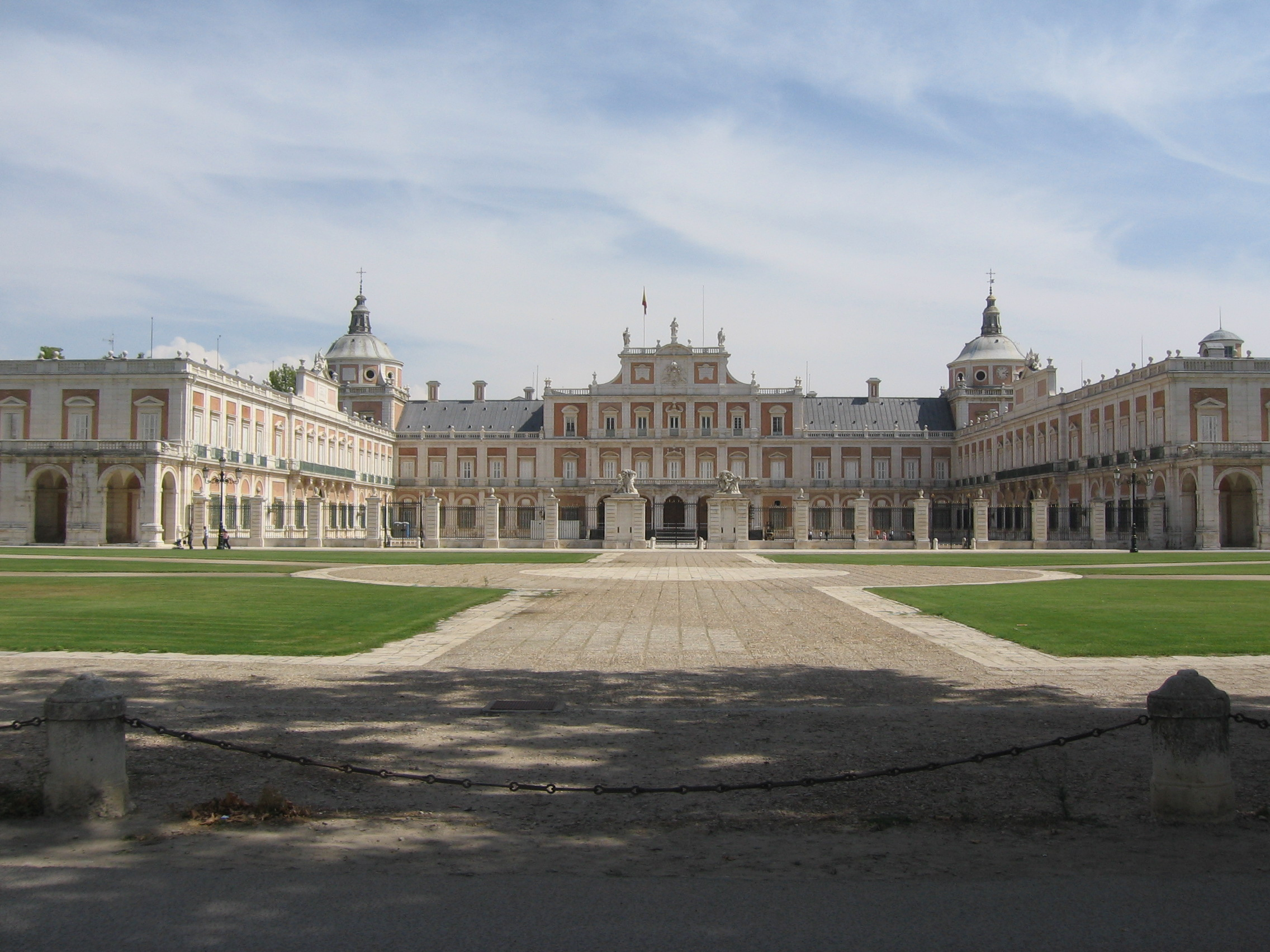
Palacio real de Aranjuez

El Concierto de Aranjuez fue escrito en París, para reflejar a los jardines del Palacio Real de Aranjuez, la residencia primaveral del rey Felipe II en la segunda mitad del siglo XVI, reconstruido por Fernando VI a mediados del siglo XVIII. 
La obra intenta transmitir al oyente los sonidos de la naturaleza de otro lugar y de otro tiempo. Las notas melancólicas de los movimientos primero y segundo evocan, según algunos escritores y poetas,[¿según quién?] la última vez en la que Boabdil vio a su amada Alhambra antes de irse a Marruecos. Otros autores hacen referencia a las tristes y hermosas notas como recordatorio de los trágicos sucesos de la guerra civil española.
Según el compositor,[cita requerida] el primer movimiento está «animado por un espíritu rítmico y un vigor sin ninguno de los dos temas... interrumpiendo su implacable ritmo». El 2.º movimiento «representa un diálogo entre la guitarra y los instrumentos de solo» (corno inglés, fagot, oboe, trompa), mientras que el último movimiento «recuerda un baile formal en el que la combinación de un ritmo doble y triple mantiene un tempo tenso próximo a la barra próxima». Describe el concierto el músico como la captura de «la fragancia de magnolias, el canto de los pájaros y el chorro de las fuentes» de los jardines de Aranjuez.
Por lo que contó su autor,[¿dónde?] el origen de la obra fue el siguiente: Él y su esposa desde 1933, la pianista turca Victoria Kamhi, pasaron su luna de miel en Aranjuez, y de ahí el nombre del concierto. Un tiempo después se fueron a Alemania. Allí esperaban tener a su primer hijo. El niño nació muerto, y Victoria estuvo a punto de morir.
En el segundo movimiento, Joaquín cuestiona a Dios por el aborto espontáneo que ha tenido su esposa, y pide que ella viva. Lo expresa mediante el pulso de la guitarra (al comienzo del segundo movimiento), que representa un corazón latiendo. El movimiento tiene pena, rabia y desesperanza. Al final, en el clímax de la guitarra y la orquesta, el autor «oye a Dios» y por fin se produce la aceptación del hecho y la paz del autor.[cita requerida]

### Interpretaciones
Un gran número de músicos ha reinterpretado la obra; entre ellos, Miles Davis, con el adaptador Gil Evans. En los comentarios del álbum Sketches of Spain, se lee que dice Davis: «Esa melodía es tan fuerte que, cuanto más suave se toque, más fuerte se vuelve, y cuanto más fuerte se toque, más débil se vuelve».
La pieza fue una de las obras elegidas en el programa inaugural del Palacio de la Música y Congresos de Valencia, interpretada por Narciso Yepes y la Orquesta de Valencia bajo la dirección de Manuel Galduf, el 25 de abril de 1987.
Paco de Lucía interpretó la obra en 1991 en el Teatro Bulevar de Torrelodones con la Orquesta de Cadaqués dirigida por Edmon Colomer y con asesoría musical de José María Gallardo del Rey, en presencia del propio Rodrigo, que había dicho unos días antes «Estoy realmente encantado de que mi concierto se interprete el mayor número de veces posible, y me parece muy bien que se aborde en esta ocasión con un tratamiento tan distinto del clásico como es el del flamenco».
El adagio del Concierto de Aranjuez ha sido versionado por el clarinetista y compositor Jean-Christian Michel en el álbum Aranjuez, que ha tenido una distribución mundial con una tirada de 1.500.000 ejemplares. Jean-Christian Michel considera a este concierto como una de las cumbres de la segunda mitad del siglo XX y de la música contemporánea.
El 9 de junio de 2018, en Madrid, durante la gira de Queen y Adam Lambert por España, el guitarrista de Queen, Brian May, tocó una versión acortada del Concierto de Aranjuez haciéndoles un guiño a sus seguidores madrileños, y se sirvió de ello como introducción a la canción Love of my life, uno de los momentos culminantes del concierto.

## Versiones populares
El adagio es la parte más famosa y la más reconocible de la obra, y ha sido empleado en películas, reportajes de televisión y anuncios. Muchos oyentes y muchos músicos dan por supuesto que ese fragmento musical es mucho más antiguo de lo que realmente es, lo que se convierte en un problema para Rodrigo, puesto que los intérpretes no supieron que debían pagarle derechos porque suponían que estaba fuera de copyright (según lo sucedido con el  Sketches of Spain de Davis y Evans en la edición en España, por ejemplo).
Un arreglo de tipo chanson del segundo movimiento, con letra de Guy Bontempelli, titulado Aranjuez, Mon Amour y cantado por Richard Anthony, alcanzó enorme difusión en 1967, y de hecho se considera el mayor éxito de ese artista. Posteriormente, Richard Anthony grabó una versión con letra en español y un ritmo de sintetizador que recuerda al del éxito de Jennifer Rush The Power of Love.
Después de la adaptación pop de Richard Anthony, han sido numerosos los cantantes melódicos y de ópera que han interpretado el adagio (con diferentes letras e idiomas). Se puede citar a: Plácido Domingo, José Carreras, Montserrat Caballé, José Feliciano, Lola Flores (con estilo de rumba, y con la guitarra de su marido: El Pescaílla), Nana Moskouri, Cusco, Paloma San Basilio, Dyango, Demis Roussos (Follow Me), Dalida ("Aranjuez La Tua Voce"), Massimo Ranieri, la «reina del fado» Amália Rodrigues, Dulce Pontes, Sarah Brightman, Andrea Bocelli y el cuarteto de ópera-pop Il Divo. Este cuarteto compuesto por cuatro cantantes masculinos: el suizo Urs Bühler, el español Carlos Marín,  el estadounidense David Miller y el francés Sébastien Izambard, versionaron a cuatro voces melódicas el tema, incluido en su álbum Ancora de 2005. La cantante libanesa Fairuz dio a conocer, hacia 1990, una insólita adaptación del adagio: "Li Beirut", alusiva a dicha ciudad. También el guitarrista Carlos Santana ha tocado el adagio en clave de jazz.
Según un estudio publicado por la Sociedad General de Autores y Editores (SGAE) en julio del 2005, el Concierto de Aranjuez es la pieza musical española que más gusta en el Japón.
El pianista de jazz Chick Corea cita esta obra antes de que comience a tocar su estándar de jazz Spain en el álbum de Return to Forever Light as a Feather.
Michelle Kwan ganó su quinto campeonato del mundo de patinaje artístico sobre hielo al patinar con la interpretación del Concierto de Ikuko Kawai.
Una versión del adagio tuvo un papel prominente en la película Tocando el viento de 1997, protagonizada por Ewan McGregor. Es citada en los créditos de la película como Zumo de naranja del Concierto de Rodrigo, haciendo un juego de palabras entre Aranjuez y Orance Juice, cuya pronunciación inglesa es muy similar.
Una versión de esta pieza es interpretada por Takanori Arisawa varias veces en la serie de televisión japonesa de anime de 1999, Digimon Adventure.
En la película School of rock, oyendo a los estudiantes tocar el Concierto de Aranjuez, el personaje principal Dewey Finn tiene la idea de formar una banda con los niños.
El tema para Ghost in the Shell 2: Innocence se basa en el segundo movimiento del concierto.
Se puede oír una adaptación del adagio en la canción Gadir, perteneciente al disco Ancestral Romance de la banda española de Power Metal Dark Moor
El polifacético guitarrista Buckethead interpreta «Sketches of Spain (For Miles)» en su álbum Electric Tears.
Un extracto del adagio se puede oír en el episodio «Basil the rat» de la serie Fawlty Towers.
El cantante guatemalteco Ricardo Arjona menciona el Concierto de Aranjuez en su canción Primera Vez en su álbum Animal Nocturno.
El merenguero dominicano Fernando Villalona (El Mayimbe) grabó en 1982 una versión en tiempo de merengue, con los arreglos de Andrés de Jesús (saxofonista dominicano) en donde el sonido de la guitarra por la trompeta de Luis Corniel también dominicano. El tema el cual está contenido en la producción Feliz Cumbe!! tiene el título Concierto de Aranjuez (Instrumental) grabado por Kabaney Record.
Algunos cantores judíos, específicamente de la tendencia sefardí, han adoptado la melodía principal del adagio para el Kadish, una de las partes más importantes de la liturgia judía. Esto se puede ver especialmente en las congregaciones sefarditas de América Latina (México y Argentina), así como en Israel. El expresar de los versos del Kadish corresponde casi perfectamente a la expresión del adagio, dando por resultado un efecto religioso y un tono color que sorprenden.
La súper banda de Ska japonesa Tokyo Ska Paradise Orchestra en su álbum de 2013 Diamond In Your Heart realizan una versión ska titulada Aranjuez.

## Homenajes a Joaquín Rodrigo
En 1991, el rey Juan Carlos dio al compositor el título de Marqués de los Jardines de Aranjuez.
Joaquín Rodrigo y su esposa Victoria están enterrados en el cementerio de Aranjuez, en un mausoleo presidido por una guitarra cubista, obra del escultor Pablo Serrano.
En esta localidad existe un monumento que conmemora el segundo movimiento del concierto y a su autor, que reproduce en el pavimento un pentagrama con notas.

## Análisis

### Segundo movimiento:Adagio
El Adagio está en la tonalidad de Si menor (relativa menor de la principal: Re mayor). 
Duración de tiempo (aprox.): 11 min. y 32 s
Primera sección
El primer compás es una introducción en la que el acorde de tónica (Si menor) es presentado por la guitarra solista sobre un si sostenido en los violonchelos y los contrabajos.
(0:09) Empieza el tema principal. Son cinco compases, con la melodía en el corno inglés, que después baja una quinta justa, y es acompañada por la guitarra y la cuerda. El bajo esboza la armonía mediante los acordes de IV, V y I grados. Hay una escala descendente en los violines primeros, con una relación inarmónica (un la natural de los violines contra el la# de la parte de guitarra) y la ornamentación del acorde de tónica en las violas 1 compás antes de la figura 1 (doblada por los acordes de la guitarra).
(0:50) - Fig. 1: El tema principal es repetido por la guitarra (con mucha ornamentación); la lentitud del fraseo y la armonía básica permanecen sin cambios, pero hay variedad mediante el uso de las primeras inversiones de los acordes de los grados I y IV.
(1:31) - Fig. 2 (variación del tema principal): El corno inglés empieza una quinta más alto que antes. La armonía va de un acorde de Sol mayor (1:39) a Fa# menor y Mi menor (1:46) (con una elaboración secuencial de la armonía en la parte de guitarra).
(2:10) - Fig. 3: La variación del tema principal es repetida por la guitarra y se amplía un tanto. La continúa la orquesta continúa, con un motivo expuesto por los violonchelos (fig. 4) y basado en las últimas notas del tema principal (el corno inglés se separa como dos compases delante de la fig. 1 y dos compases delante de la fig. 3, los dos en el corno inglés se separan). Este motivo (2:54) es retomado por las violas y los violines en intervalo de octava. Hay cambio a la tonalidad de la dominante (3:02; tercer compás de la fig. 4), Fa# menor, que después cambia a mayor (3:07; primer compás de la fig. 5). El corno inglés (3:08) hace una variación del motivo del violonchelo: una escala ascendente de cuatro notas más un trino. La guitarra hace el acorde de Fa# mayor de la misma manera que en la introducción.
Segunda sección
Hay un desarrollo, y tiene dos partes:
(3:24) Fig. 5 - Primera parte del desarrollo: El primer compás parece introducir una nueva idea en la guitarra, en parte sobre un acorde de si séptima; pero en el segundo compás (3:31) resulta una elaboración de la repetición del tema principal (fig. 1, 2.º compás, 1.ª vuelta). La armonía se resuelve (3:38) en un acorde de si mayor (3.er compás de la fig. 5), y el fagot repite lo que hacía el corno inglés en el compás justamente anterior (a los de la figura). Dos compases antes de la fig. 6, se repiten los dos primeros de la fig. 5 sobre un acorde de la mayor 7.ª (4: 03; fig. 6). Se va a un acorde de Re menor, durante el que la orquesta toca contra el tema principal como se presenta en el primer compás. En el segundo compás de la fig. 6 (4:10), la guitarra empieza otra repetición de los primeros dos compases de la fig. 5, esta vez sobre un acorde de Re mayor con 7.ª y 9.ª menores; en la segunda mitad de ese compás, la guitarra hace tresillos en movimiento descendente (4:13). En el tercer compás de la fig. 6 (4:18), la armonía se desplaza a Sol menor; la orquesta vuelve a repetir el primer compás del tema principal (4: 23; fig. 7). La guitarra sigue como antes, pero sobre un acorde de Sol menor con séptima y novena menores que se resuelve (4:26) en Do menor (fig. 7; 2.º compás; 2.ª vuelta). Sigue una rápida modulación a Mi menor (4:38; 4.º compás de la fig. 7).
(4:46) Primera cadenza (4 compases después de la fig.7): se basa en la repetición con la guitarra del tema principal (fig. 1), pero con otra ornamentación. La guitarra en parte se escribe en dos pentagramas para distinguir entre melodía y acompañamiento armónico. Cada acorde tiene Mi como nota superior (a modo de pedal), y los acordes son a menudo bastante disonantes, con notas como la 7.ª mayor.
(5:50) Segunda parte del desarrollo (fig. 8; a partir del 3.er pulso del compás): Un oboe quejumbroso flota sobre una discordia compleja en las cadenas (un menor de edad dominante 9.º con Mi como su raíz, juntamente con un G relación inarmónica en el 1.º violín superior en parte). Después de una interjección florida por la guitarra (6:00) que sube escalas de tresillo), esto se repite (6:10) un tono más bajo. El Instrumentos de viento entonces tocar (6:26) una variación de aquello a lo que la guitarra tocaba en la segunda barra de la fig. 6, mencionando los acordes de Fa menor y Sol menor en el segundo y terceras barras de fig. 9. Las cadenas (cuerdas) entonces construyen en lo alto de un 9.º acorde menor dominante con Mi como su raíz (este acorde está en la 1.ª inversión), preparándose para la segunda cadenza más larga.
(6:57) Segunda Cadenza (fig. 10) Esto está basado en el mismo material que la primera cadenza, pero se extiende sumamente y es más brillante por naturaleza. Aunque se escribe por completo, tiene un carácter improvisatorio. Los últimos tres compases (8:44) se acompañan cerca pizzicato, Sol# de armonía en las cadenas.
Tercera Sección
(8:52) Comienzo de la reexposición, 4 compases después de la fig. 11. 
No está en la tonalidad de tónica, sino en la de dominante (Fa# menor), y la hace la orquesta entera. En los primeros 5 compases, se repite la melodía del corno inglés (el tema principal) del principio del movimiento, que hacían octavada los violines y las violas. El bajo está de la repetición de guitarra del tema principal (fig. 1). El eco de vientos las primeras tres notas del tema principal. (9:26) En el noveno compás de la fig. 11, la música está basada en la variación del tema principal (fig. 2), empezando por un acorde de Re mayor. La melodía varía más, pero conserva el contorno básico, y la armonía desciende tan antes. (10:06) En fig. 12 el motivo de violoncelo de fig. 4 devoluciones, tocadas ahora por una flauta sola. En el 3.er compás de la fig.12 (10:24), la guitarra hace una variación de contrapunto del principio de la fig. 5.
Coda
(10:48) En el 1.er compás de la fig. 13, que empieza en el 3.º tocador, la música es apreciada por un piu tranquillo: este pasillo final del movimiento lleva a la tónica (11:01), con el corno inglés dando la primera nota (Fa exactamente) de su motivo del compás inmediatamente anterior a la fig. 5. Toca entonces a esto la guitarra sola por completo sobre un acorde de dominante, que resuelve (11:13) en Si mayor (una tercera de Picardía) con un arpegio ascendente de guitarra.